# Ямайка на летних Олимпийских играх 2008
Ямайка принимала участие на летних Олимпийских играх 2008 года, которые проходили в Пекине (Китай) с 8 августа по 24 августа 2008 года. Для Ямайки участие на Олимпиаде 2008 года стало пятнадцатым с момента дебюта в 1948 году (страна участвовала на Играх-1960 под флагом Вест-Индии.
Для Ямайки результат 2008 года лучшим на Олимпийских играх: были переустановлены рекорды по количеству золотых медалей, по общему количеству наград и количеству представителей страны на Играх. Из 29 дисциплин, в которых ямайцы приняли участие, в 26 представитель или команда доходили до финала. Усэйн Болт выиграл две из пяти золотых медалей, выигранных сборной Ямайки, установив мировые и олимпийские рекорды во всех дисциплинах, в которых он участвовал. В женской 100-метровке сборная Ямайки забрала весь пьедестал почёта.
Бегунья на 200 метров Вероника Кэмпбелл-Браун была знаменосцем сборной Ямайки на церемониях открытия и закрытия.

## Общие сведения
Ямайка — большая островная страна на севере Карибского моря с населением 2,8 миллиона человек. Находясь на юге от Кубы и к юго-западу от острова Гаити (на котором расположены Республика Гаити и Доминиканская Республика), остров был изначально завоеван Испанией, в 1655 году Ямайка перешла под контроль Британии. Будучи ещё британской колонией, Ямайка впервые приняла участие в качестве независимой сборной в 1948 году на Играх в Лондоне (Англия), и на следующих двух Играх она принимала участие под флагом колонии Британской империи. В 1958 году к колонии присоединились Барбадос и Тринидад и Тобаго, которые образовали Федерацию Вест-Индии, в составе которой эти страны участвовали на летних Олимпийских играх 1960 года в Риме (Италия). В 1962 году Ямайка вышла из состава федерации, провозгласив полную независимость от Великобритании. В качестве независимого государства Ямайка дебютировала на Играх-1964 в Токио (Япония). С 1964 по 2008 года это карибское государство участвовало на всех двенадцати летних Олимпийских играх, а также на пяти зимних Олимпиадах.
Несмотря на то. что ямайские спортсмены завоевывали медали на всех летних Олимпийских играх (за исключением Игр 1956 и 1964 годов), делегация страны на Играх в Пекине показала самое успешное выступление на Олимпийских играх в истории Ямайки. На Играх-2008 Ямайка представила наибольшее количество спортсменов (всего 50, включая рекордное количество женщин), выиграла наибольшее количество золотых медалей (в одном Пекине их было 5, примерно столько же, сколько выигрывала на всех предыдущих Олимпиадах) и наибольшее количество медалей вообще (11 наград, улучшив результат на Играх-2000 в Сиднее, на которых было выиграно 9 медалей). Однако позднее сборная Ямайки была лишена золотой медали в эстафете 4×100 метров, из-за того, что в допинг-пробе Несты Картера было обнаружено запрещенное вещество метилгексанамин
На Играх в Пекине 15 спортсменов получили медали за свои выступления. Трое из них (Керрон Стюарт, Шерика Уильямс и Усэйн Болт) выиграли несколько медалей. Усэйн Болт выиграл больше всех медалей — две (все золотые). Из 50 спортсменов, представлявших страну в четырёх видах спорта (плавание, лёгкая атлетика, велоспорт и конный спорт) и 29 дисциплинах, Наташа Муди была самым молодым представителем Ямайки (17 лет), в то время как Саманта Альберт — самым возрастным (37 лет). Золотая медалистка Вероника Кэмпбелл-Браун была знаменосцем на обеих церемониях.